# Finnország az 1960. évi nyári olimpiai játékokon
Finnország az olaszországi Rómában megrendezett 1960. évi nyári olimpiai játékok egyik részt vevő nemzete volt. Az országot az olimpián 14 sportágban 117 sportoló képviselte, akik összesen 5 érmet szereztek.

## Érmesek
| Érem  | Versenyző                   | Sportág       | Versenyszám                    |
| ----- | --------------------------- | ------------- | ------------------------------ |
| Arany | Eugen Ekman                 | Torna         | Férfi lólengés                 |
| Ezüst | Pentti Linnosvuo            | Sportlövészet | Férfi gyorstüzelő pisztoly     |
| Bronz | Eeles Landström             | Atlétika      | Férfi rúdugrás                 |
| Bronz | Veli Lehtelä Toimi Pitkänen | Evezés        | Férfi kormányos nélküli kettes |
| Bronz | Jorma Limmonen              | Ökölvívás     | Pehelysúly                     |

## Atlétika
Férfi
| Versenyző                                                  | Versenyszám     | Előfutam | Előfutam | Negyeddöntő | Negyeddöntő | Elődöntő | Elődöntő | Döntő     | Döntő    |
| Versenyző                                                  | Versenyszám     | Idő      | Hely.    | Idő         | Hely.       | Idő      | Hely.    | Idő       | Helyezés |
| ---------------------------------------------------------- | --------------- | -------- | -------- | ----------- | ----------- | -------- | -------- | --------- | -------- |
| Pentti Rekola                                              | 200 m           | 22,2     | 4.       | kiesett     | kiesett     | kiesett  | kiesett  | kiesett   | kiesett  |
| Voitto Hellstén                                            | 400 m           | 48,4     | 4.       | kiesett     | kiesett     | kiesett  | kiesett  | kiesett   | kiesett  |
| Pertti Ålander                                             | 800 m           | 1:52,0   | 5.       | kiesett     | kiesett     | kiesett  | kiesett  | kiesett   | kiesett  |
| Olavi Salonen                                              | 1500 m          | 3:46,4   | 6.       |             |             |          |          | kiesett   | kiesett  |
| Olavi Vuorisalo                                            | 1500 m          | 3:52,2   | 10.      |             |             |          |          | kiesett   | kiesett  |
| Reijo Höykinpuro                                           | 5000 m          | 14:21,8  | 5.       |             |             |          |          | kiesett   | kiesett  |
| Simo Saloranta                                             | 5000 m          | 14:15,2  | 6.       |             |             |          |          | kiesett   | kiesett  |
| Simo Saloranta                                             | 10 000 m        |          | 30:12,4  | 21.         |             |          |          |           |          |
| Jussi Rintamäki                                            | 400 m gát       | 51,5     | 3.       |             | 51,1        | 2.       | 50,8     | 5.        |          |
| Pentti Karvonen                                            | 3000 m akadály  | 9:04,8   | 7.       |             |             |          |          | kiesett   | kiesett  |
| Olavi Manninen                                             | Maraton         |          |          |             |             |          |          | 2:26:33,0 | 23.      |
| Eino Oksanen                                               | Maraton         |          |          |             |             |          |          | 2:26:38,0 | 24.      |
| Antti Viskari                                              | Maraton         |          |          |             |             |          |          | 2:38:06,0 | 53.      |
| Pentti Rekola Börje Strand Voitto Hellstén Jussi Rintamäki | 4 × 400 m váltó | 3:11,7   | 4.       |             | kiesett     | kiesett  | kiesett  | kiesett   |          |

| Versenyző       | Versenyszám   | Selejtező | Selejtező | Döntő    | Döntő    |
| Versenyző       | Versenyszám   | Eredmény  | Helyezés  | Eredmény | Helyezés |
| --------------- | ------------- | --------- | --------- | -------- | -------- |
| Eero Salminen   | Magasugrás    | 195 cm    | =19.      | kiesett  | kiesett  |
| Eeles Landström | Rúdugrás      | 440 cm    | =4.       | 455 cm   |          |
| Matti Sutinen   | Rúdugrás      | 440 cm    | =1.       | 450 cm   | =6.      |
| Juhani Manninen | Távolugrás    | 734 cm    | 18.       | kiesett  | kiesett  |
| Jorma Valkama   | Távolugrás    | 763 cm    | 5.        | 769 cm   | 5.       |
| Kari Rahkamo    | Hármasugrás   | 15,85 m   | 6.        | 15,84 m  | 8.       |
| Hannu Rantala   | Hármasugrás   | 15,11 m   | 22.       | kiesett  | kiesett  |
| Carol Lindroos  | Diszkoszvetés | 51,07 m   | 25.       | kiesett  | kiesett  |
| Pentti Repo     | Diszkoszvetés | 54,84 m   | 3.        | 53,44 m  | 9.       |
| Väinö Kuisma    | Gerelyhajítás | 75,93 m   | 7.        | 78,40 m  | 4.       |

| Versenyző     | Versenyszám | 100 m | 100 m | Távolugrás | Távolugrás | Súlylökés | Súlylökés | Magasugrás | Magasugrás | 400 m | 400 m | 110 m gát | 110 m gát | Diszkoszvetés | Diszkoszvetés | Rúdugrás | Rúdugrás | Gerelyhajítás | Gerelyhajítás | 1500 m | 1500 m | Végeredmény | Végeredmény |
| Versenyző     | Versenyszám | Idő   | Pont  | Eredmény   | Pont       | Eredmény  | Pont      | Eredmény   | Pont       | Idő   | Pont  | Idő       | Pont      | Eredmény      | Pont          | Eredmény | Pont     | Eredmény      | Pont          | Idő    | Pont   | Pont        | Helyezés    |
| ------------- | ----------- | ----- | ----- | ---------- | ---------- | --------- | --------- | ---------- | ---------- | ----- | ----- | --------- | --------- | ------------- | ------------- | -------- | -------- | ------------- | ------------- | ------ | ------ | ----------- | ----------- |
| Markus Kahma  | Tízpróba    | 11,5  | 737   | 693 cm     | 764        | 14,55 m   | 827       | 175 cm     | 711        | 50,5  | 807   | 15,9      | 612       | 44,93 m       | 773           | 360 cm   | 556      | 60,50 m       | 743           | 4:22,8 | 582    | 7112        | 7.          |
| Seppo Suutari | Tízpróba    | 11,1  | 870   | 694 cm     | 767        | 14,96 m   | 872       | 183 cm     | 806        | 51,8  | 716   | 15,6      | 673       | 37,94 m       | 571           | 350 cm   | 516      | 59,86 m       | 729           | 5:04,8 | 231    | 6751        | 12.         |

Női
| Versenyző       | Versenyszám | Selejtező | Selejtező | Döntő    | Döntő    |
| Versenyző       | Versenyszám | Eredmény  | Helyezés  | Eredmény | Helyezés |
| --------------- | ----------- | --------- | --------- | -------- | -------- |
| Brita Johansson | Távolugrás  | 584 cm    | 15.       | 557 cm   | 18.      |

## Birkózás
Kötöttfogású
| Versenyző       | Versenyszám | 1. forduló                     | 1. forduló | 1. forduló | 2. forduló                        | 2. forduló | 2. forduló | 3. forduló                   | 3. forduló | 3. forduló | 4. forduló                         | 4. forduló | 4. forduló | 5. forduló                            | 5. forduló | 5. forduló | 6. forduló        | 6. forduló | 6. forduló | Döntő             | Döntő   | Döntő   | Helyezés |
| Versenyző       | Versenyszám | Ellenfél Eredmény              | Pont       | Hely.      | Ellenfél Eredmény                 | Pont       | Hely.      | Ellenfél Eredmény            | Pont       | Hely.      | Ellenfél Eredmény                  | Pont       | Hely.      | Ellenfél Eredmény                     | Pont       | Hely.      | Ellenfél Eredmény | Pont       | Hely.      | Ellenfél Eredmény | Pont    | Hely.   | Helyezés |
| --------------- | ----------- | ------------------------------ | ---------- | ---------- | --------------------------------- | ---------- | ---------- | ---------------------------- | ---------- | ---------- | ---------------------------------- | ---------- | ---------- | ------------------------------------- | ---------- | ---------- | ----------------- | ---------- | ---------- | ----------------- | ------- | ------- | -------- |
| Heikki Hakola   | 52 kg       | Stefan Hajduk (POL) · 2-2      | 2          | =8.        | Maurice Mewis (BEL) · kétvállas   | 6          | =14.       | kiesett                      | kiesett    | kiesett    | kiesett                            | kiesett    | kiesett    |                                       |            |            |                   |            |            | kiesett           | kiesett | kiesett | 14.      |
| Reino Tuominen  | 57 kg       | Richard Debrunner (SUI) · 2-2  | 2          | =14.       | Bernard Knitter (POL) · kétvállas | 6          | =17.       | kiesett                      | kiesett    | kiesett    | kiesett                            | kiesett    | kiesett    | kiesett                               | kiesett    | kiesett    |                   |            |            | kiesett           | kiesett | kiesett | 17.      |
| Rauno Mäkinen   | 62 kg       | Hossein Ebrahimian (IRI) · 3-1 | 3          | =15.       | Joseph Schmid (SUI) · 1-3         | 4          | =14.       | visszalépett                 | 4          | 18.        | kiesett                            | kiesett    | kiesett    | kiesett                               | kiesett    | kiesett    | kiesett           | kiesett    | kiesett    | kiesett           | kiesett | kiesett | 18.      |
| Kyösti Lehtonen | 67 kg       | Ben Northrup (USA) · 1-3       | 1          | =3.        | Mitsuharu Kitamura (JPN) · 1-3    | 2          | =3.        | Avtandil Koridse (URS) · 2-2 | 4          | =3.        | Dimitar Stoyanov (BUL) · 3-1       | 7          | =6.        | kiesett                               | kiesett    | kiesett    |                   |            |            | kiesett           | kiesett | kiesett | 5.       |
| Matti Laakso    | 73 kg       | Bernard Philippe (LUX) · 1-3   | 1          | =5.        | Hans-Jörg Hirschbühl (SUI) · 1-3  | 2          | =4.        | Franco Benedetti (ITA) · 1-3 | 3          | =5.        | Bertil Nyström (SWE) · feladta     | 3          | 4.         | Günter Maritschnigg (EUA) · kétvállas | 7          | 6.         | kiesett           | kiesett    | kiesett    | kiesett           | kiesett | kiesett | 6.       |
| Pentti Punkari  | 79 kg       | Mansour Hazrati (IRI) · 2-2    | 2          | =10.       | André Lamy (FRA) · 1-3            | 3          | =10.       | Bolesław Dubicki (POL) · 3-1 | 6          | =10.       | kiesett                            | kiesett    | kiesett    | kiesett                               | kiesett    | kiesett    | kiesett           | kiesett    | kiesett    | kiesett           | kiesett | kiesett | 10.      |
| Antero Vanhanen | 87 kg       | erőnyerő                       | 0          | =1.        | Givi Kartozija (URS) · 3-1        | 3          | =6.        | José Panizo (ESP) · 1-3      | 4          | =4.        | Herbert Albrecht (EUA) · kétvállas | 4          | =2.        | Tevfik Kiş (TUR) · 3-1                | 7          | 5.         |                   |            |            | kiesett           | kiesett | kiesett | 5.       |
| Viktor Ahven    | +87 kg      | Lucjan Sosnowski (POL) · 3-1   | 3          | =7.        | Bohumil Kubát (TCH) · 3-1         | 6          | =9.        | kiesett                      | kiesett    | kiesett    |                                    |            |            |                                       |            |            |                   |            |            | kiesett           | kiesett | kiesett | 9.       |

Szabadfogású
| Versenyző         | Versenyszám | 1. forduló                       | 1. forduló | 1. forduló | 2. forduló                          | 2. forduló | 2. forduló | 3. forduló                            | 3. forduló | 3. forduló | 4. forduló                  | 4. forduló | 4. forduló | 5. forduló               | 5. forduló | 5. forduló | 6. forduló        | 6. forduló | 6. forduló | Döntő             | Döntő   | Döntő   | Helyezés |
| Versenyző         | Versenyszám | Ellenfél Eredmény                | Pont       | Hely.      | Ellenfél Eredmény                   | Pont       | Hely.      | Ellenfél Eredmény                     | Pont       | Hely.      | Ellenfél Eredmény           | Pont       | Hely.      | Ellenfél Eredmény        | Pont       | Hely.      | Ellenfél Eredmény | Pont       | Hely.      | Ellenfél Eredmény | Pont    | Hely.   | Helyezés |
| ----------------- | ----------- | -------------------------------- | ---------- | ---------- | ----------------------------------- | ---------- | ---------- | ------------------------------------- | ---------- | ---------- | --------------------------- | ---------- | ---------- | ------------------------ | ---------- | ---------- | ----------------- | ---------- | ---------- | ----------------- | ------- | ------- | -------- |
| Väinö Rantala     | 52 kg       | André Zoete (FRA) · kétvállas    | 4          | =12.       | Ebrahim Szeifpour (IRI) · kétvállas | 8          | =13.       | kiesett                               | kiesett    | kiesett    | kiesett                     | kiesett    | kiesett    | kiesett                  | kiesett    | kiesett    | kiesett           | kiesett    | kiesett    | kiesett           | kiesett | kiesett | 13.      |
| Tauno Jaskari     | 57 kg       | Mihail Sahov (URS) · 2-2         | 2          | =9.        | Muhammad Siraj-Din (PAK) · 1-3      | 3          | =7.        | Hüseyin Akbaş (TUR) · kétvállas       | 3          | =4.        | Terrence McCann (USA) · 1-3 | 4          | =3.        | Tadashi Asai (JPN) · 3-1 | 7          | 5.         |                   |            |            | kiesett           | kiesett | kiesett | 5.       |
| Erkki Penttilä    | 62 kg       | Mustafa Dağıstanlı (TUR) · 3-1   | 3          | =15.       | Kellermann József (HUN) · 1-3       | 4          | =14.       | Vlagyimir Rubasvili (URS) · kétvállas | 8          | 15.        | kiesett                     | kiesett    | kiesett    | kiesett                  | kiesett    | kiesett    | kiesett           | kiesett    | kiesett    | kiesett           | kiesett | kiesett | 15.      |
| Martti Peltoniemi | 67 kg       | José Yañez (CUB) · 1-3           | 1          | =4.        | Shelby Wilson (USA) · 3-1           | 4          | =12.       | Parkash Gian (IND) · 1-3              | 5          | =8.        | erőnyerő                    | 5          | =5.        | Bong Uk-Won (KOR) · 3-1  | 8          | 7.         |                   |            |            | kiesett           | kiesett | kiesett | 7.       |
| Veikko Rantanen   | 73 kg       | Åke Carlsson (SWE) · 3-1         | 3          | =13.       | visszalépett                        | 3          | 23.        | kiesett                               | kiesett    | kiesett    | kiesett                     | kiesett    | kiesett    | kiesett                  | kiesett    | kiesett    |                   |            |            | kiesett           | kiesett | kiesett | 23.      |
| Viljo Punkari     | 79 kg       | Hans Antonsson (SWE) · kétvállas | 4          | =13.       | Alan Butts (GBR) · kétvállas        | 4          | =10.       | Georg Utz (EUA) · 3-1                 | 7          | =12.       | kiesett                     | kiesett    | kiesett    |                          |            |            |                   |            |            | kiesett           | kiesett | kiesett | 12.      |

## Evezés
| Versenyző                                                                          | Versenyszám              | Előfutam | Előfutam | Vigaszág        | Vigaszág        | Elődöntő | Elődöntő | Döntő   | Döntő   | Helyezés    |
| Versenyző                                                                          | Versenyszám              | Idő      | Hely.    | Idő             | Hely.           | Idő      | Hely.    | Idő     | Hely.   | Helyezés    |
| ---------------------------------------------------------------------------------- | ------------------------ | -------- | -------- | --------------- | --------------- | -------- | -------- | ------- | ------- | ----------- |
| Jorma Kortelainen                                                                  | Egypárevezős             | 7:39,51  | 2.       | 7:32,95         | 2.              |          |          | kiesett | kiesett | helyezetlen |
| Veli Lehtelä Toimi Pitkänen                                                        | Kormányos nélküli kettes | 7:05,00  | 1.       | erőnyerő        | erőnyerő        | 7:35,50  | 2.       | 7:30,80 | 3.      |             |
| Eero Laine Heikki Laine Pertti Laine Arto Nikulainen                               | Kormányos nélküli négyes | 7:08,95  | 6.       | nem ált rajthoz | nem ált rajthoz |          |          | kiesett | kiesett | helyezetlen |
| Väinö Huhtala Matti Maisala Reino Poutanen Kauko Hänninen Reijo Sundén (kormányos) | Kormányos négyes         | 6:57,70  | 4.       | 6:51,14         | 2.              | 7:15,12  | 5.       | kiesett | kiesett | helyezetlen |

## Kajak-kenu
Férfi
| Versenyző                                                      | Versenyszám           | Előfutam | Előfutam | Vigaszág | Vigaszág | Elődöntő | Elődöntő | Döntő   | Döntő    |
| Versenyző                                                      | Versenyszám           | Idő      | Hely.    | Idő      | Hely.    | Idő      | Hely.    | Idő     | Helyezés |
| -------------------------------------------------------------- | --------------------- | -------- | -------- | -------- | -------- | -------- | -------- | ------- | -------- |
| Simo Kuismanen                                                 | Kajak egyes 1000 m    | 4:09,78  | 5.       | 4:11,50  | 1.       | 4:03,42  | 3.       | 4:03,66 | 8.       |
| Rolf Åkerfelt Rainer Åkerfelt                                  | Kajak kettes 1000 m   | 3:48,36  | 4.       | 3:52,28  | 3.       | 3:54,44  | 6.       | kiesett | kiesett  |
| Juhani Helenius Paavo Vaskio Torbjörn Blomqvist Rolf Björklund | Kajak váltó 4 × 500 m | 8:21,38  | 6.       | 8:09,43  | 2.       | 8:21,25  | 4.       | kiesett | kiesett  |
| Olavi Ojanperä                                                 | Kenu egyes 1000 m     | 4:54,37  | 4.       | 5:00,92  | 3.       | 5:06,74  | 4.       | kiesett | kiesett  |

Női
| Versenyző              | Versenyszám       | Előfutam | Előfutam | Vigaszág | Vigaszág | Elődöntő | Elődöntő | Döntő   | Döntő    |
| Versenyző              | Versenyszám       | Idő      | Hely.    | Idő      | Hely.    | Idő      | Hely.    | Idő     | Helyezés |
| ---------------------- | ----------------- | -------- | -------- | -------- | -------- | -------- | -------- | ------- | -------- |
| Eila Eskola-Kyröläinen | Kajak egyes 500 m | 2:22,33  | 6.       | 2:18,54  | 2.       | 2:17,28  | 3.       | 2:17,28 | 9.       |

## Kerékpározás

### Országúti kerékpározás
| Versenyző                                                | Versenyszám     | Idő             | Helyezés |
| -------------------------------------------------------- | --------------- | --------------- | -------- |
| Unto Hautalahti                                          | Mezőnyverseny   | 4:26:05 (+5:28) | 59.      |
| Matti Herronen                                           | Mezőnyverseny   | 4:26:05 (+5:28) | 60.      |
| Raimo Honkanen                                           | Mezőnyverseny   | 4:25:44 (+5:07) | 55.      |
| Paul Nyman                                               | Mezőnyverseny   | 4:20:57 (+0:20) | 17.      |
| Unto Hautalahti Matti Herronen Raimo Honkanen Paul Nyman | Csapat időfutam | 2:27:47,68      | 20.      |

### Pálya-kerékpározás
Sprintverseny
| Versenyző  | Versenyszám  | 1. forduló                                     | 1. forduló | Vigaszág selejtező        | Vigaszág selejtező | Vigaszág döntő         | Vigaszág döntő | Nyolcaddöntő           | Nyolcaddöntő | Vigaszág selejtező     | Vigaszág selejtező | Vigaszág döntő       | Vigaszág döntő | Negyeddöntő          | Elődöntő             | Döntő                | Helyezés    |
| Versenyző  | Versenyszám  | Ellenfelek Győztes idő                         | Hely.      | Ellenfél Győztes idő      | Hely.              | Ellenfelek Győztes idő | Hely.          | Ellenfelek Győztes idő | Hely.        | Ellenfelek Győztes idő | Hely.              | Ellenfél Győztes idő | Hely.          | Ellenfél Győztes idő | Ellenfél Győztes idő | Ellenfél Győztes idő | Helyezés    |
| ---------- | ------------ | ---------------------------------------------- | ---------- | ------------------------- | ------------------ | ---------------------- | -------------- | ---------------------- | ------------ | ---------------------- | ------------------ | -------------------- | -------------- | -------------------- | -------------------- | -------------------- | ----------- |
| Paul Nyman | Férfi egyéni | August Rieke (EUA) · Jackie Simes (USA) · 11,9 | 3.         | Clyde Rimple (BWI) · 12,5 | 2.                 | kiesett                | kiesett        | kiesett                | kiesett      | kiesett                | kiesett            | kiesett              | kiesett        | kiesett              | kiesett              | kiesett              | helyezetlen |

Időfutam
| Versenyző  | Versenyszám  | Idő     | Helyezés |
| ---------- | ------------ | ------- | -------- |
| Paul Nyman | Férfi egyéni | 1:14,11 | 21.      |

## Műugrás
Férfi
| Versenyző      | Versenyszám        | Selejtező | Selejtező | Elődöntő | Elődöntő | Elődöntő | Döntő   | Döntő   | Döntő    |
| Versenyző      | Versenyszám        | Pont      | Helyezés  | Pont     | Össz.    | Helyezés | Pont    | Össz.   | Helyezés |
| -------------- | ------------------ | --------- | --------- | -------- | -------- | -------- | ------- | ------- | -------- |
| Pekka Heinonen | Egyéni toronyugrás | 43,49     | 26.       | kiesett  | kiesett  | kiesett  | kiesett | kiesett | kiesett  |

## Ökölvívás
| Versenyző       | Versenyszám  | Selejtező         | 32-es főtábla              | Nyolcaddöntő               | Negyeddöntő            | Elődöntő                    | Döntő             | Helyezés |
| Versenyző       | Versenyszám  | Ellenfél Eredmény | Ellenfél Eredmény          | Ellenfél Eredmény          | Ellenfél Eredmény      | Ellenfél Eredmény           | Ellenfél Eredmény | Helyezés |
| --------------- | ------------ | ----------------- | -------------------------- | -------------------------- | ---------------------- | --------------------------- | ----------------- | -------- |
| Börje Karvonen  | Légsúly      | erőnyerő          | Hla Nyunt (BIR) · 1-4      | kiesett                    | kiesett                | kiesett                     | kiesett           | 17.      |
| Paavo Roininen  | Harmatsúly   | erőnyerő          | Frankie Taylor (GBR) · KO  | kiesett                    | kiesett                | kiesett                     | kiesett           | 17.      |
| Jorma Limmonen  | Pehelysúly   |                   | Børge Krogh (DEN) · 5-0    | Phil Lundgren (GBR) · 3-2  | Abe Bekker (RHO) · 3-2 | Francesco Musso (ITA) · 0-5 | kiesett           |          |
| Väinö Järvenpää | Könnyűsúly   | erőnyerő          | Iosif Mihalic (ROU) · 2-3  | kiesett                    | kiesett                | kiesett                     | kiesett           | 17.      |
| Martti Lehtevä  | Kisváltósúly | erőnyerő          | Willie Ludick (RSA) · 0-5  | kiesett                    | kiesett                | kiesett                     | kiesett           | 17.      |
| Viljo Aho       | Váltósúly    | erőnyerő          | Mohamed Atmani (MAR) · 3-2 | Andrés Navarro (ESP) · 0-5 | kiesett                | kiesett                     | kiesett           | 9.       |
| Matti Aho       | Félnehézsúly |                   | Colm McCoy (IRL) · 4-1     | Petar Spasov (BUL) · 0-5   | kiesett                | kiesett                     | kiesett           | 9.       |

## Öttusa
| Versenyző                             | Versenyszám | Lovaglás | Lovaglás | Lovaglás | Lovaglás | Vívás    | Vívás | Vívás | Lövészet | Lövészet | Lövészet | Úszás  | Úszás | Úszás | Futás   | Futás | Futás | Összesen    | Összesen |
| Versenyző                             | Versenyszám | Idő      | Bünt.    | Pont     | Hely.    | Eredmény | Pont  | Hely. | Pontszám | Pont     | Hely.    | Idő    | Pont  | Hely. | Idő     | Pont  | Hely. | Összes pont | Helyezés |
| ------------------------------------- | ----------- | -------- | -------- | -------- | -------- | -------- | ----- | ----- | -------- | -------- | -------- | ------ | ----- | ----- | ------- | ----- | ----- | ----------- | -------- |
| Berndt Katter                         | Egyéni      | 9:18,0   | 80       | 866      | 48.      | 40–17    | 931   | 4.    | 190      | 900      | 5.       | 4:06,0 | 970   | 10.   | 15:13,0 | 961   | 28.   | 4628        | 12.      |
| Kurt Lindeman                         | Egyéni      | 8:51,0   | 0        | 1027     | 25.      | 36–21    | 839   | 8.    | 190      | 900      | 5.       | 4:34,0 | 830   | 37.   | 14:21,8 | 1117  | 12.   | 4713        | 9.       |
| Eero Lohi                             | Egyéni      | 8:48,8   | 0        | 1036     | 23.      | 33–24    | 770   | 17.   | 184      | 780      | 32.      | 4:19,6 | 905   | 22.   | 14:29,0 | 1093  | 17.   | 4584        | 16.      |
| Berndt Katter Kurt Lindeman Eero Lohi | Csapat      |          |          | 2929     | 13.      |          | 2480  | 2.    |          | 2580     | 2.       |        | 2705  | 7.    |         | 3171  | 5.    | 13865       | 4.       |

## Sportlövészet
Férfi
| Versenyző        | Versenyszám                    | Selejtező | Selejtező  | Selejtező  | Döntő     | Döntő    |
| Versenyző        | Versenyszám                    | Csoport   | Pont       | Helyezés   | Pont      | Helyezés |
| ---------------- | ------------------------------ | --------- | ---------- | ---------- | --------- | -------- |
| Kalle Sievänen   | Gyorstüzelő pisztoly           |           |            |            | 576       | 17.      |
| Pentti Linnosvuo | Gyorstüzelő pisztoly           |           |            |            | 587+(139) |          |
| Pentti Linnosvuo | Szabadpisztoly                 | B         | 363        | 3.         | 539       | 13.      |
| Kaarle Pekkala   | Szabadpisztoly                 | A         | 353        | 12.        | 531       | 27.      |
| Pauli Janhonen   | Sportpuska, összetett          | B         | 561        | 4.         | 1130      | 13.      |
| Esa Kervinen     | Sportpuska, összetett          | A         | 560        | 7.         | 1137      | 6.       |
| Esa Kervinen     | Szabadpuska, összetett (300 m) | A         | 557        | 5.         | 1117      | 9.       |
| Vilho Ylönen     | Szabadpuska, összetett (300 m) | B         | 566        | 1.         | 1126      | 4.       |
| Vilho Ylönen     | Sportpuska, fekvő              | A         | 383        | 23.        | 582       | 17.      |
| Jussi Nordqvist  | Sportpuska, fekvő              | B         | 389        | 5.         | 582       | 18.      |
| Väinö Broman     | Trap                           |           | nincs adat | nincs adat | kiesett   | kiesett  |

## Súlyemelés
| Versenyző        | Versenyszám | Nyomás   | Nyomás   | Szakítás | Szakítás | Lökés    | Lökés    | Összesen | Helyezés |
| Versenyző        | Versenyszám | Eredmény | Helyezés | Eredmény | Helyezés | Eredmény | Helyezés | Összesen | Helyezés |
| ---------------- | ----------- | -------- | -------- | -------- | -------- | -------- | -------- | -------- | -------- |
| Jouni Kailajärvi | 82,5 kg     | 130,0    | =2.      | 125,0    | =3.      | 162,5    | 5.       | 417,5    | 5.       |
| Eino Mäkinen     | +90 kg      | 140,0    | =9.      | 142,5    | 4.       | 172,5    | =5.      | 455,0    | 5.       |

## Torna
Férfi
| Versenyző                                                                                | Versenyszám      | Selejtező | Selejtező | Döntő    | Döntő    |
| Versenyző                                                                                | Versenyszám      | Pontszám  | Helyezés  | Pontszám | Helyezés |
| ---------------------------------------------------------------------------------------- | ---------------- | --------- | --------- | -------- | -------- |
| Eugen Ekman                                                                              | Talaj            | 18,10     | =62.      | kiesett  | kiesett  |
| Eugen Ekman                                                                              | Ugrás            | 17,55     | =89.      | kiesett  | kiesett  |
| Eugen Ekman                                                                              | Korlát           | 18,65     | =29.      | kiesett  | kiesett  |
| Eugen Ekman                                                                              | Nyújtó           | 18,75     | =22.      | kiesett  | kiesett  |
| Eugen Ekman                                                                              | Gyűrű            | 18,15     | =66.      | kiesett  | kiesett  |
| Eugen Ekman                                                                              | Lólengés         | 19,25     | 2.        | 19,375   | =        |
| Eugen Ekman                                                                              | Egyéni összetett |           |           | 110,45   | 30.      |
| Kauko Heikkinen                                                                          | Talaj            | 18,45     | =30.      | kiesett  | kiesett  |
| Kauko Heikkinen                                                                          | Ugrás            | 17,65     | =81.      | kiesett  | kiesett  |
| Kauko Heikkinen                                                                          | Korlát           | 18,45     | =37.      | kiesett  | kiesett  |
| Kauko Heikkinen                                                                          | Nyújtó           | 18,40     | =46.      | kiesett  | kiesett  |
| Kauko Heikkinen                                                                          | Gyűrű            | 17,90     | =79.      | kiesett  | kiesett  |
| Kauko Heikkinen                                                                          | Lólengés         | 19,00     | =8.       | kiesett  | kiesett  |
| Kauko Heikkinen                                                                          | Egyéni összetett |           |           | 109,85   | =40.     |
| Raime Heinonen                                                                           | Talaj            | 17,95     | =71.      | kiesett  | kiesett  |
| Raime Heinonen                                                                           | Ugrás            | 17,80     | 68.       | kiesett  | kiesett  |
| Raime Heinonen                                                                           | Korlát           | 18,75     | =23.      | kiesett  | kiesett  |
| Raime Heinonen                                                                           | Nyújtó           | 18,75     | =22.      | kiesett  | kiesett  |
| Raime Heinonen                                                                           | Gyűrű            | 18,10     | =69.      | kiesett  | kiesett  |
| Raime Heinonen                                                                           | Lólengés         | 18,25     | =46.      | kiesett  | kiesett  |
| Raime Heinonen                                                                           | Egyéni összetett |           |           | 109,60   | =42.     |
| Otto Kestola                                                                             | Talaj            | 18,75     | =17.      | kiesett  | kiesett  |
| Otto Kestola                                                                             | Ugrás            | 18,10     | =46.      | kiesett  | kiesett  |
| Otto Kestola                                                                             | Korlát           | 19,00     | =14.      | kiesett  | kiesett  |
| Otto Kestola                                                                             | Nyújtó           | 19,10     | 12.       | kiesett  | kiesett  |
| Otto Kestola                                                                             | Gyűrű            | 18,90     | 19.       | kiesett  | kiesett  |
| Otto Kestola                                                                             | Lólengés         | 18,15     | =51.      | kiesett  | kiesett  |
| Otto Kestola                                                                             | Egyéni összetett |           |           | 112,00   | 16.      |
| Olavi Leimuvirta                                                                         | Talaj            | 18,10     | =62.      | kiesett  | kiesett  |
| Olavi Leimuvirta                                                                         | Ugrás            | 18,15     | =43.      | kiesett  | kiesett  |
| Olavi Leimuvirta                                                                         | Korlát           | 18,95     | 16.       | kiesett  | kiesett  |
| Olavi Leimuvirta                                                                         | Nyújtó           | 18,55     | =33.      | kiesett  | kiesett  |
| Olavi Leimuvirta                                                                         | Gyűrű            | 18,30     | =52.      | kiesett  | kiesett  |
| Olavi Leimuvirta                                                                         | Lólengés         | 18,20     | =48.      | kiesett  | kiesett  |
| Olavi Leimuvirta                                                                         | Egyéni összetett |           |           | 110,25   | =33.     |
| Sakari Olkkonen                                                                          | Talaj            | 17,90     | =75.      | kiesett  | kiesett  |
| Sakari Olkkonen                                                                          | Ugrás            | 18,05     | 51.       | kiesett  | kiesett  |
| Sakari Olkkonen                                                                          | Korlát           | 18,40     | =42.      | kiesett  | kiesett  |
| Sakari Olkkonen                                                                          | Nyújtó           | 17,95     | =72.      | kiesett  | kiesett  |
| Sakari Olkkonen                                                                          | Gyűrű            | 18,65     | =34.      | kiesett  | kiesett  |
| Sakari Olkkonen                                                                          | Lólengés         | 18,45     | =36.      | kiesett  | kiesett  |
| Sakari Olkkonen                                                                          | Egyéni összetett |           |           | 109,40   | 45.      |
| Eugen Ekman Kauko Heikkinen Raime Heinonen Otto Kestola Olavi Laimuvirta Sakari Olkkonen | Csapat összetett |           |           | 554,45   | 6.       |

Női
| Versenyző                                                                                          | Versenyszám      | Selejtező | Selejtező | Döntő    | Döntő    |
| Versenyző                                                                                          | Versenyszám      | Pontszám  | Helyezés  | Pontszám | Helyezés |
| -------------------------------------------------------------------------------------------------- | ---------------- | --------- | --------- | -------- | -------- |
| Kaarina Autio                                                                                      | Talaj            | 17,466    | =84.      | kiesett  | kiesett  |
| Kaarina Autio                                                                                      | Ugrás            | 15,933    | 99.       | kiesett  | kiesett  |
| Kaarina Autio                                                                                      | Felemás korlát   | 16,900    | 94.       | kiesett  | kiesett  |
| Kaarina Autio                                                                                      | Gerenda          | 16,200    | 88.       | kiesett  | kiesett  |
| Kaarina Autio                                                                                      | Egyéni összetett |           |           | 66,499   | 92.      |
| Eira Lehtonen                                                                                      | Talaj            | 17,233    | 88.       | kiesett  | kiesett  |
| Eira Lehtonen                                                                                      | Ugrás            | 16,700    | 80.       | kiesett  | kiesett  |
| Eira Lehtonen                                                                                      | Felemás korlát   | 16,832    | 95.       | kiesett  | kiesett  |
| Eira Lehtonen                                                                                      | Gerenda          | 17,099    | 67.       | kiesett  | kiesett  |
| Eira Lehtonen                                                                                      | Egyéni összetett |           |           | 67,864   | 82.      |
| Pirkko Nieminen                                                                                    | Talaj            | 18,199    | =61.      | kiesett  | kiesett  |
| Pirkko Nieminen                                                                                    | Ugrás            | 17,099    | 72.       | kiesett  | kiesett  |
| Pirkko Nieminen                                                                                    | Felemás korlát   | 18,566    | =31.      | kiesett  | kiesett  |
| Pirkko Nieminen                                                                                    | Gerenda          | 17,266    | =61.      | kiesett  | kiesett  |
| Pirkko Nieminen                                                                                    | Egyéni összetett |           |           | 71,130   | 63.      |
| Ritva Salonen                                                                                      | Talaj            | 17,966    | =75.      | kiesett  | kiesett  |
| Ritva Salonen                                                                                      | Ugrás            | 17,200    | =69.      | kiesett  | kiesett  |
| Ritva Salonen                                                                                      | Felemás korlát   | 17,166    | =83.      | kiesett  | kiesett  |
| Ritva Salonen                                                                                      | Gerenda          | 16,366    | 85.       | kiesett  | kiesett  |
| Ritva Salonen                                                                                      | Egyéni összetett |           |           | 68,698   | 77.      |
| Tuovi Sappinen                                                                                     | Talaj            | 17,999    | =73.      | kiesett  | kiesett  |
| Tuovi Sappinen                                                                                     | Ugrás            | 16,466    | =85.      | kiesett  | kiesett  |
| Tuovi Sappinen                                                                                     | Felemás korlát   | 17,999    | =55.      | kiesett  | kiesett  |
| Tuovi Sappinen                                                                                     | Gerenda          | 16,700    | 81.       | kiesett  | kiesett  |
| Tuovi Sappinen                                                                                     | Egyéni összetett |           |           | 69,164   | 74.      |
| Raili Tuominen-Hämäläinen                                                                          | Talaj            | 17,466    | =84.      | kiesett  | kiesett  |
| Raili Tuominen-Hämäläinen                                                                          | Ugrás            | 16,332    | 90.       | kiesett  | kiesett  |
| Raili Tuominen-Hämäläinen                                                                          | Felemás korlát   | 16,966    | =91.      | kiesett  | kiesett  |
| Raili Tuominen-Hämäläinen                                                                          | Gerenda          | 15,866    | =91.      | kiesett  | kiesett  |
| Raili Tuominen-Hämäläinen                                                                          | Egyéni összetett |           |           | 66,630   | 90.      |
| Kaarina Autio Eira Lehtonen Pirkko Nieminen Ritva Salonen Tuovi Sappinen Raili Tuominen-Hämäläinen | Csapat összetett |           |           | 345,420  | 13.      |

## Úszás
Férfi
| Versenyző                                                  | Versenyszám            | Előfutam | Előfutam | Előfutam | Elődöntő      | Elődöntő      | Elődöntő      | Döntő   | Döntő    |
| Versenyző                                                  | Versenyszám            | Idő      | Hely.    | Össz.    | Idő           | Hely.         | Össz.         | Idő     | Helyezés |
| ---------------------------------------------------------- | ---------------------- | -------- | -------- | -------- | ------------- | ------------- | ------------- | ------- | -------- |
| Karri Käyhkö                                               | 100 m gyors            | 56,8     | 1.       | 9.       | 56,6          | 4.            | 9.            | kiesett | kiesett  |
| Kari Haavisto                                              | 400 m gyors            | 4:36,0   | 5.       | 15.      |               |               |               | kiesett | kiesett  |
| Ilkka Suvanto                                              | 400 m gyors            | 4:42,1   | 5.       | 25.      |               |               |               | kiesett | kiesett  |
| Ilkka Suvanto                                              | 1500 m gyors           | 18:41,1  | 4.       | 17.      |               |               |               | kiesett | kiesett  |
| Ilkka Suvanto                                              | 200 m pillangó         | 2:23,9   | 2.       | 10.*     | nem ért célba | nem ért célba | nem ért célba | kiesett | kiesett  |
| Stig-Olof Grenner                                          | 100 m hát              | 1:04,7   | 3.       | 10.***   | 1:05,2        | 7.            | 12.**         | kiesett | kiesett  |
| Pekka Lairola                                              | 200 m mell             | 2:43,3   | 3.       | 19.      | kiesett       | kiesett       | kiesett       | kiesett | kiesett  |
| Ilkka Suvanto Kari Haavisto Stig-Olof Grenner Karri Käyhkö | 4 × 200 m gyorsváltó   | 8:29,7   | 4.       | 6.       |               |               |               | 8:29,7  | 5.       |
| Stig-Olof Grenner Pekka Lairola Ilkka Suvanto Karri Käyhkö | 4 × 100 m vegyes váltó | 4:27,3   | 5.       | 14.      |               |               |               | kiesett | kiesett  |

* - egy másik versenyzővel azonos időt ért el

** - két másik versenyzővel azonos időt ért el

*** - három másik versenyzővel azonos időt ért el

## Vitorlázás
Nyílt
| Versenyző                                       | Versenyszám | Futam | Futam | Futam | Futam | Futam | Futam | Futam | Pontszám | Helyezés |
| Versenyző                                       | Versenyszám | 1     | 2     | 3     | 4     | 5     | 6     | 7     | Pontszám | Helyezés |
| ----------------------------------------------- | ----------- | ----- | ----- | ----- | ----- | ----- | ----- | ----- | -------- | -------- |
| Jouko Valli                                     | Finn dingi  | 499   | 230   | (101) | 390   | 566   | 566   | 1168  | 3419     | 16.      |
| Freddy Ehrström Rolf Zachariassen               | Csillaghajó | 817   | 312   | 516   | (101) | 174   | 101   | 340   | 2260     | 14.      |
| Fredrik Eklöf Peik Gästrin Peter Tallberg       | 5,5 méteres | 204   | 234   | 266   | (176) | 301   | 380   | 380   | 1765     | 15.      |
| Lasse Dahlman René Nyman Heinrich Schaarschmidt | Sárkányhajó | (190) | 254   | 277   | 277   | 687   | 754   | 418   | 2667     | 17.      |

## Vívás
Férfi
| Versenyző                                              | Versenyszám       | Csoportkör | Csoportkör       | Csoportkör | Csoportkör | Csoportkör        | Csoportkör  | Csoportkör        | Csoportkör | Csoportkör        | Csoportkör | Helyezés    |
| Versenyző                                              | Versenyszám       | 1. kör | 1. kör           | 2. kör | 2. kör     | Negyeddöntő       | Negyeddöntő | Elődöntő          | Elődöntő   | Döntő             | Döntő      | Helyezés    |
| Versenyző                                              | Versenyszám       | Ellenfél Eredmény | Hely.            | Ellenfél Eredmény | Hely.      | Ellenfél Eredmény | Hely.       | Ellenfél Eredmény | Hely.      | Ellenfél Eredmény | Hely.      | Helyezés    |
| ------------------------------------------------------ | ----------------- | --- | ---------------- | --- | ---------- | ----------------- | ----------- | ----------------- | ---------- | ----------------- | ---------- | ----------- |
| Kaj Czarnecki                                          | Párbajtőr, egyéni | 2. csoport · Hans Lagerwall (SWE) · 5-4 · Trần Văn Xuan (VIE) · 5-2 · Sákovics József (HUN) · 2-5 · Roger Achten (BEL) · 1-5 · José Ferreira (POR) · 3-5                                                                              | 4.               | kiesett | kiesett    | kiesett           | kiesett     | kiesett           | kiesett    | kiesett           | kiesett    | helyezetlen |
| Kalevi Pakarinen                                       | Párbajtőr, egyéni | 5. csoport · François Dehez (BEL) · 5-3 · Leif Klette (NOR) · 5-0 · Giuseppe Delfino (ITA) · 2-5 · Paul Gnaier (EUA) · 3-5 · Ralph Spinella (USA) · 4-5 · Rájátszás: · François Dehez (BEL) · 2-5 · Ralph Spinella (USA) · nem vívtak | 5. Rájátszás: 3. | kiesett | kiesett    | kiesett           | kiesett     | kiesett           | kiesett    | kiesett           | kiesett    | helyezetlen |
| Rolf Wiik                                              | Párbajtőr, egyéni | 9. csoport · Mohamed Ramadan (LIB) · 5-2 · Ángel Roldán (MEX) · 5-3 · Andreas Soeratman (INA) · 5-0 · Jesús Díez (ESP) · 5-3 · Alberto Balestrini (ARG) · 2-5 · Guram Kosztava (URS) · nem vívtak                                     | 3.               | 4. csoport · Arnold Csarnusevics (URS) · 5-3 · José Fernandes (POR) · 5-3 · Berndt-Otto Rehbinder (SWE) · 4-5 · Gábor Tamás (HUN) · 2-5 · Yves Dreyfus (FRA) · 3-5 | 5.         | kiesett           | kiesett     | kiesett           | kiesett    | kiesett           | kiesett    | helyezetlen |
| Kaj Czarnecki Kurt Lindeman Kalevi Pakarinen Rolf Wiik | Párbajtőr, csapat | 4. csoport · Franciaország (FRA) · 2-9 · Írország (IRL) · 12-4 | 2.               | Egyesült Német Csapat (EUA) · 5-9 |            | kiesett           |             | kiesett           |            | kiesett           |            | =9.         |

Női
| Versenyző          | Versenyszám | Csoportkör | Csoportkör | Csoportkör        | Csoportkör  | Csoportkör        | Csoportkör | Csoportkör        | Csoportkör | Helyezés    |
| Versenyző          | Versenyszám | 1. kör | 1. kör     | Negyeddöntő       | Negyeddöntő | Elődöntő          | Elődöntő   | Döntő             | Döntő      | Helyezés    |
| Versenyző          | Versenyszám | Ellenfél Eredmény | Hely.      | Ellenfél Eredmény | Hely.       | Ellenfél Eredmény | Hely.      | Ellenfél Eredmény | Hely.      | Helyezés    |
| ------------------ | ----------- | --- | ---------- | ----------------- | ----------- | ----------------- | ---------- | ----------------- | ---------- | ----------- |
| Barbara Helsingius | Tőr, egyéni | 6. csoport · Mary Glen-Haig (GBR) · 4-1 · Maria Vicol (ROU) · 3-4 · Nyári Magda (HUN) · 3-4 · Galina Gorohova (URS) · 1-4 · María Shaw (ESP) · 1-4            | 6.         | kiesett           | kiesett     | kiesett           | kiesett    | kiesett           | kiesett    | helyezetlen |
| Marjatta Moulin    | Tőr, egyéni | 2. csoport · Belkis Leal (VEN) · 4-0 · Sylwia Julito (POL) · 2-4 · Dömölky Lídia (HUN) · 3-4 · Janice-Lee York-Romary (USA) · 2-4 · Maria Grötzer (AUT) · 3-4 | 5.         | kiesett           | kiesett     | kiesett           | kiesett    | kiesett           | kiesett    | helyezetlen |